# Aglauros (Tochter des Kekrops)

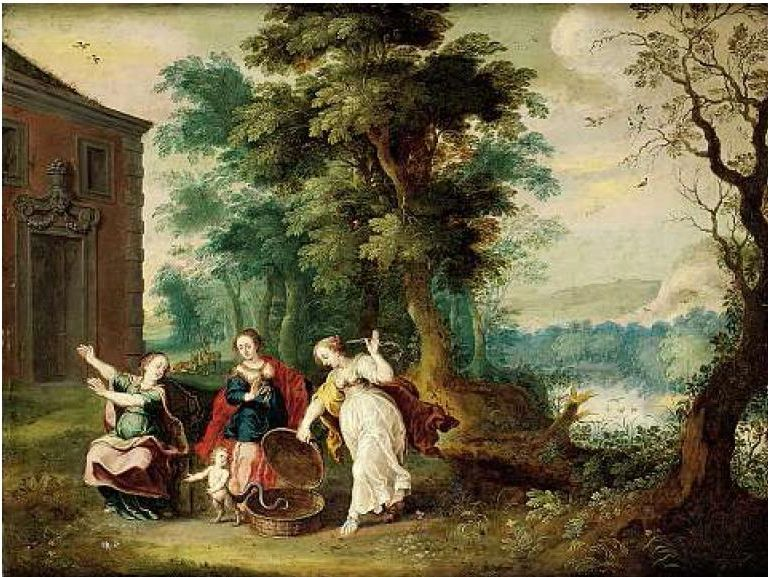
Jasper van der Laanen: Die Töchter des Kekrops befreien Erichthonios, Öl auf Kupfer, 55 cm × 73 cm

Aglauros (auch Agraulos; altgriechisch Ἄγλαυρος Áglauros bzw. Ἄγραυλος Ágraulos) ist in der griechischen Mythologie die Tochter des Königs Kekrops I. von Athen und der Aglauros. Sie hatte zwei Schwestern, Herse und Pandrosos, und einen Bruder Erysichthon. Die drei Schwestern werden nach ihrer Mutter auch als Aglauriden bezeichnet.
Zu dem Tod der Aglauros gibt es zwei verschiedene Varianten: Als Eumolpos gegen Erechtheus in den Krieg zog und der länger andauerte, erhielten die Athener einen Orakelspruch, der besagte, dass der Krieg nur durch ein freiwilliges Opfer beendet werden könne. Hierauf stürzte sich Aglauros von der Akropolismauer und starb. Weil sie so die Stadt errettete, weihte man ihr an der Stelle, an der sie starb, ein Heiligtum, das sogenannte Aglaureion Wegen ihrer Sünden (aus der zweiten Sage) durfte dies jedoch nur unterhalb der Akropolis von Athen errichtet werden. Hier mussten fortan die jungen Männer bei ihrer Mündigkeitserklärung und Wehrhaftmachung den Fahneneid leisten.
Nach der zweiten Sage erhielten die drei Schwestern Aglauros, Herse und Pandrosos von der Göttin Athene ein Kästchen zur Verwahrung. Trotz eines Verbotes in das Kästchen hineinzuschauen öffneten Aglauros und Herse das Kästchen, worin der junge Erichthonios lag. Daraufhin wurden die beiden von Wahnsinn geschlagen und stürzten sich ins Meer. Ovid endlich lässt sie durch Hermes in einen Stein mit hässlichen Flecken verwandeln.
Mit Ares zusammen hatte sie die Tochter Alkippe. Mit Hermes soll sie einen Sohn Keryx gehabt haben.